# Kvarnlöpare
Kvarnlöpare (Sphodrus leucophthalmus) är en skalbaggsart som först beskrevs av Carl von Linné 1758.  Kvarnlöpare ingår i släktet Sphodrus, och familjen jordlöpare. Enligt den finländska rödlistan är arten nationellt utdöd i Finland. Enligt den svenska rödlistan är arten nationellt utdöd i Sverige. . Arten har tidigare förekommit i Götaland och Svealand men är numera lokalt utdöd. Artens livsmiljö är byggnader.

## Bildgalleri

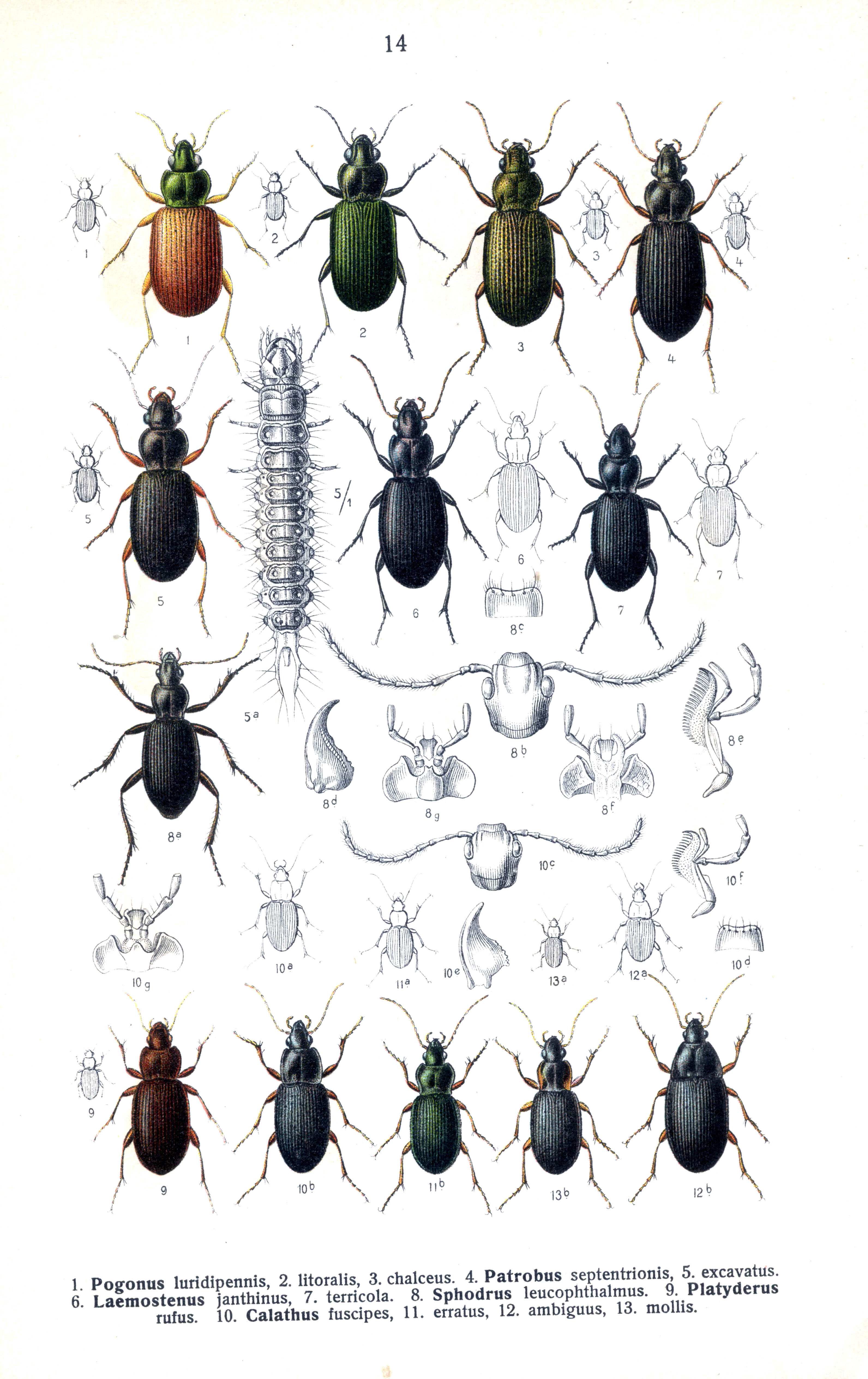
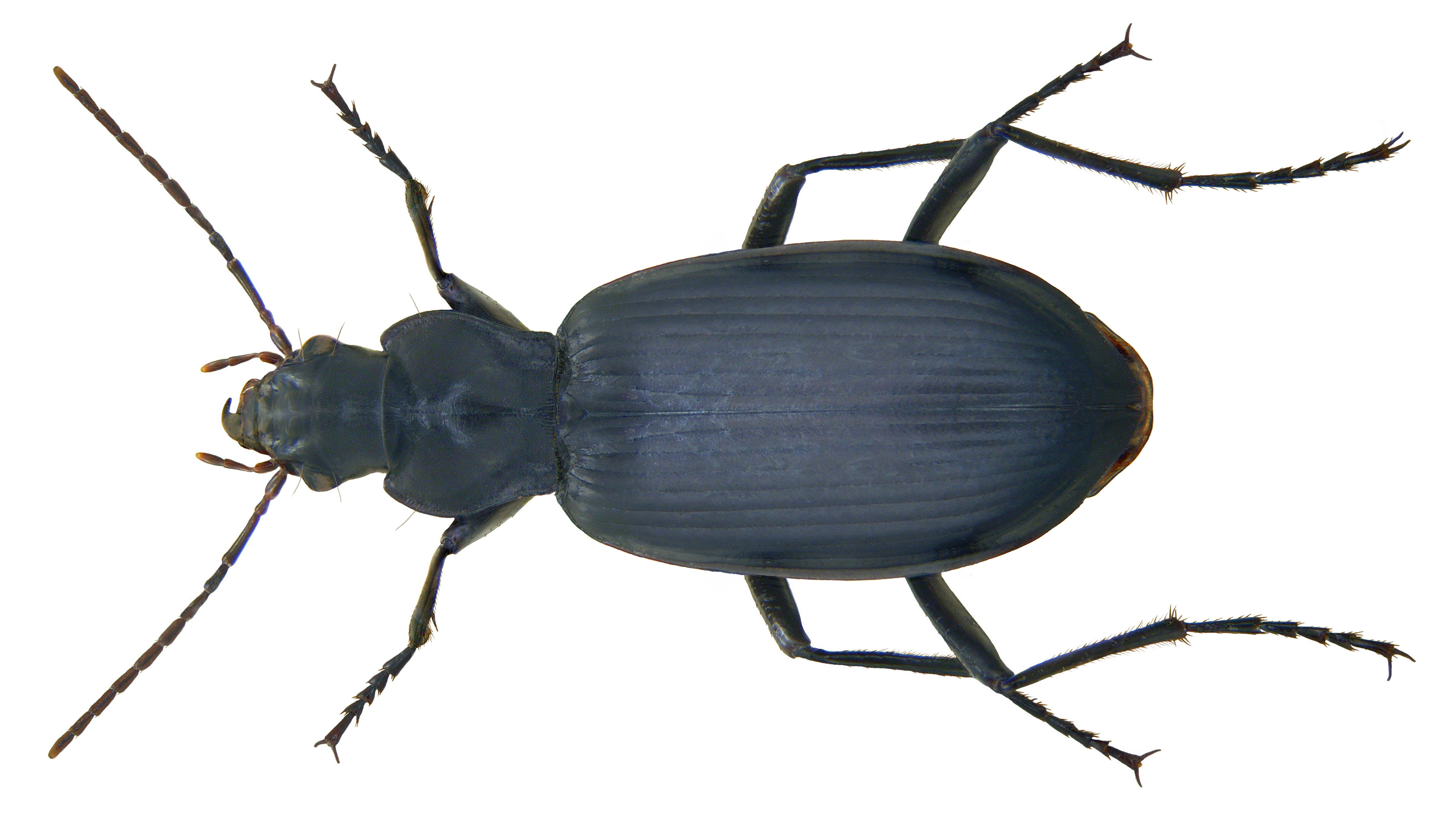
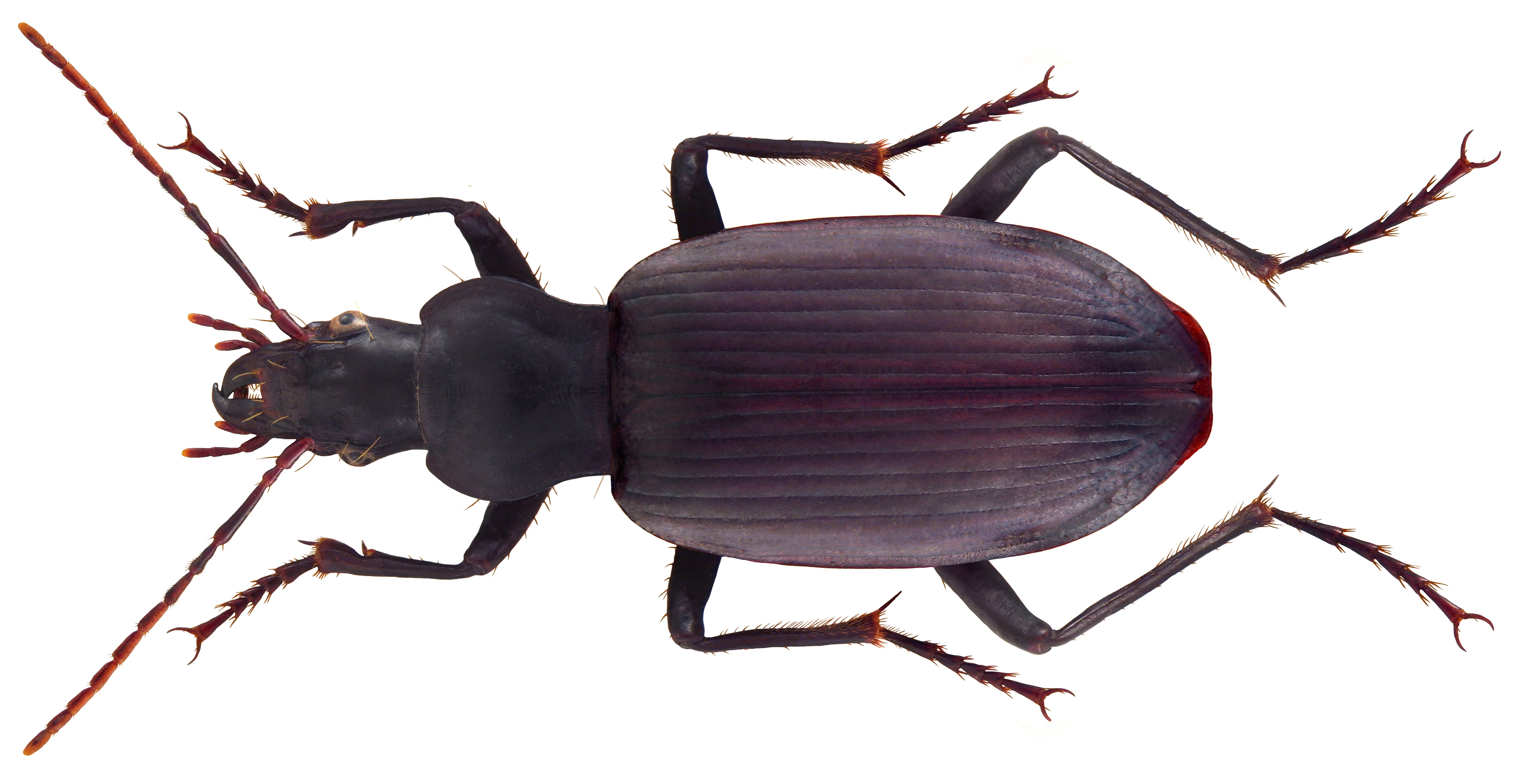
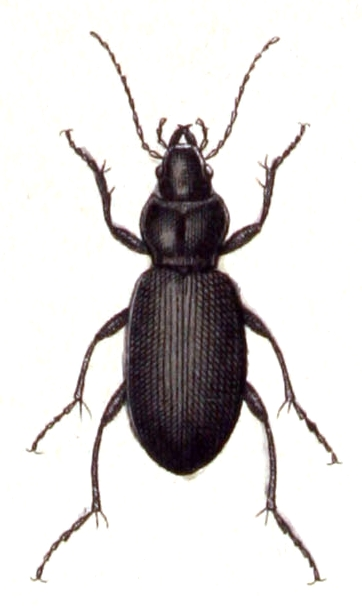